# Alternativa Democrática (Colombia)
Alternativa Democrática  fue una coalición política colombiana de izquierda liderada por Carlos Gaviria Díaz que junto con el Polo Democrático Independiente formaron en el año 2005 el Polo Democrático Alternativo.
Alternativa Democrátiva agrupó a los movimientos de izquierda Frente Social y Político (FSP), Movimiento Obrero Independiente y Revolucionario (MOIR), Unidad Democrática, Movimiento Ciudadano, Autoridades Indígenas de Colombia y Opción Siete. 

## Historia
Para las elecciones presidenciales del año 2002, los movimientos que agrupaban a sectores de la izquierda en Colombia decidieron conformar una alianza conocida como Polo Democrático para postular a Lucho Garzón como candidato único a la presidencia, tras lograr alcanzar el tercer puesto en esta votación, dicha alianza buscó crear un partido político con personería jurídica para las elecciones regionales de 2003 que se llamaría Polo Democrático Independiente, sin embargo algunos de los líderes que pertenecían al partido Frente Social y Político como Carlos Gaviria Díaz y Wilson Borja que estaban dentro de la alianza del POLO no llegaron a un acuerdo y decidieron separarse. Allí nacería Alternativa Democrática que uniría fuerzas con otros congresistas que hasta ahora no habían conformado alianzas como Jorge Enrique Robledo del (MOIR)
Tras el triunfo electoral del PDI con Lucho Garzón en 2003, donde fue elegido alcalde de Bogotá, Alternativa Democrática volvería a unir fuerzas con dicho partido en el año 2005 para enfrentar las elecciones presidenciales y legislativas del 2006 conformando así el Polo Democrático Alternativo (PDA) convirtiéndose en la más grande alianza de los sectores de izquierda en Colombia al obtener la segunda votación más alta.